# Адміністративний устрій Попаснянського району
Адміністративний устрій Попаснянського району — адміністративно-територіальний устрій Попаснянського району Луганської області на 3 міські, 11 селищних і 3 сільські ради, які об'єднують 43 населені пункти і підпорядковані Попаснянській районній раді. Адміністративний центр — місто Попасна Міста Лисичанськ та Сєвєродонецьк мають статус міст обласного значення, тому не входять до складу района.
Попаснянський район був утворений 31 грудня 1977 року. Його площа становить 1325 км². Чисельність населення — 41 187 чоловік. Щільність населення — 31,2 чол. на км².

## Таблиці адміністративних одиниць
| №             | Назва                         | Центр              | Населення, тис. жит. | Площа, км² | Густота, чол./км² | Міста   | смт            | Села                                  | Селища                     |
| ------------- | ----------------------------- | ------------------ | -------------------- | ---------- | ----------------- | ------- | -------------- | ------------------------------------- | -------------------------- |
| Міські ради   |                               |                    |                      |            |                   |         |                |                                       |                            |
| 1             | Гірська міська рада           | м. Гірське         |                      |            |                   | Гірське |                |                                       |                            |
| 2             | Золотівська міська рада       | м. Золоте          |                      |            |                   | Золоте  |                |                                       |                            |
| 3             | Попаснянська міська рада      | м. Попасна         | 22,2                 | 29         | 766               | Попасна |                |                                       |                            |
| Селищні ради  |                               |                    |                      |            |                   |         |                |                                       |                            |
| 1             | Білогорівська селищна рада    | смт Білогорівка    |                      |            |                   |         | Білогорівка    | Верхньокам'янка Золотарівка Шипилівка |                            |
| 2             | Вовчоярівська селищна рада    | смт Вовчоярівка    | 9,3                  | 4,03       | 231,5             |         | Вовчоярівка    |                                       |                            |
| 3             | Врубівська селищна рада       | смт Врубівка       |                      |            |                   |         | Врубівка       | Новоіванівка                          | Миколаївка                 |
| 4             | Калинівська селищна рада      | смт Калинове       |                      |            |                   |         | Калинове       | Калинове-Борщувате Новоолександрівка  |                            |
| 5             | Комишуваська селищна рада     | смт Комишуваха     |                      |            |                   |         | Комишуваха     | Вискрива Вікторівка Олександропілля   | Глинокар'єр Дружба Ниркове |
| 6             | Малорязанцівська селищна рада | смт Малорязанцеве  |                      |            |                   |         | Малорязанцеве  |                                       | Лисичанський Тополівка     |
| 7             | Мирнодолинська селищна рада   | смт Мирна Долина   |                      |            |                   |         | Мирна Долина   | Біла Гора Рай-Олександрівка Устинівка | Лоскутівка Підлісне        |
| 8             | Нижненська селищна рада       | смт Нижнє          |                      |            |                   |         | Нижнє          |                                       |                            |
| 9             | Новотошківська селищна рада   | смт Новотошківське |                      |            |                   |         | Новотошківське | с. Жолобок                            |                            |
| 10            | Тошківська селищна рада       | смт Тошківка       |                      |            |                   |         | Тошківка       |                                       |                            |
| 11            | Чорнухинська селищна рада     | смт Чорнухине      |                      |            |                   |         | Чорнухине      |                                       | Круглик Міус               |
| Сільські ради |                               |                    |                      |            |                   |         |                |                                       |                            |
| 1             | Березівська сільська рада     | с. Березівське     |                      |            |                   |         |                | Березівське Катеринівка               | Молодіжне                  |
| 2             | Голубівська сільська рада     | с-ще Голубівське   |                      |            |                   |         |                | Оріхове                               | Голубівське                |
| 3             | Троїцька сільська рада        | с. Троїцьке        |                      |            |                   |         |                | Новозванівка Троїцьке                 |                            |